# Angerona poeusaria
Angerona poeusaria är en fjärilsart som beskrevs av Walker 1860. Angerona poeusaria ingår i släktet Angerona och familjen mätare. Inga underarter finns listade i Catalogue of Life.